# Associazione Calcio Hellas Verona 1976-1977
Questa voce raccoglie le informazioni riguardanti l'Associazione Calcio Hellas Verona nelle competizioni ufficiali della stagione 1976-1977.

## Stagione
In questa stagione si ammira un Hellas Verona sontuoso, affidato all'allenatore Ferruccio Valcareggi, che fa perno su una buona difesa che subisce 32 reti in 30 partite, un centrocampo basato sul tandem formato da Emiliano Mascetti e Sergio Maddè, e ficcante in avanti con Gianfranco Zigoni e Livio Luppi. Riesce a battere due record veronesi nella massima serie, i punti conquistati (28), ed il nono posto finale.
La sesta giornata di ritorno aveva in programma il classico contro la Juventus; il prepartita fu funestato da scontri furibondi tra le Brigate Gialloblù e i Fighters bianconeri, culminati con lancio di Molotov, uso di catene, pugni di ferro, spranghe e una bomba a mano trovata inesplosa sulla pista di atletica. La squadra piemontese dal canto suo scese male in campo, tanto che all'ultimo istante subì un gol di testa di Carlo Petrini (assist di Zigoni), ma questo fu annullato dall'arbitro Michelotti per un'inesistente uscita della palla dalla linea di fondo; subito dopo si scatenò il putiferio nel rettangolo di gioco e sugli spalti. Lo scudetto è stato vinto con 51 punti proprio dalla Juventus, dopo un lungo braccio di ferro con i concittadini granata. Altro risultato da segnalare è il pari in bianco con il Milan, anch'esso preceduto da scontri tra ultras; questo chiude decimo con un punto in meno rispetto al Verona, vincendo però la Coppa Italia. Molto staccato il resto della compagnia. Retrocedono in Serie B la Sampdoria con 24 punti, il Catanzaro con 21 punti ed il Cesena con 14 punti.
In Coppa Italia gli scaligeri non ripetono l'esaltante percorso della stagione scorsa, nel secondo girone di qualificazione, giocato prima del campionato devono accontentarsi del terzo gradino, dietro al Genoa ed alla Juventus che passa a disputare il girone di finale.

## Rosa
| N. |                   | Ruolo | Calciatore            |
| -- | ----------------- | ----- | --------------------- |
|    | Italia (bandiera) | P     | Giuseppe Porrino      |
|    | Italia (bandiera) | P     | Franco Superchi       |
|    | Italia (bandiera) | D     | Cesare Cattaneo       |
|    | Italia (bandiera) | D     | Glauco Cozzi          |
|    | Italia (bandiera) | D     | Mario Giubertoni      |
|    | Italia (bandiera) | D     | Antonio Logozzo       |
|    | Italia (bandiera) | D     | Piergiorgio Negrisolo |
|    | Italia (bandiera) | D     | Paolo Sirena          |
|    | Italia (bandiera) | D     | Klaus Bachlechner     |
|    | Italia (bandiera) | C     | Claudio Bianco        |

| N. |                   | Ruolo | Calciatore         |
| -- | ----------------- | ----- | ------------------ |
|    | Italia (bandiera) | C     | Pierluigi Busatta  |
|    | Italia (bandiera) | C     | Ennio Fiaschi      |
|    | Italia (bandiera) | C     | Walter Franzot     |
|    | Italia (bandiera) | C     | Francesco Guidolin |
|    | Italia (bandiera) | C     | Sergio Maddè       |
|    | Italia (bandiera) | C     | Adelio Moro        |
|    | Italia (bandiera) | A     | Livio Luppi        |
|    | Italia (bandiera) | A     | Emiliano Mascetti  |
|    | Italia (bandiera) | A     | Carlo Petrini      |
|    | Italia (bandiera) | A     | Gianfranco Zigoni  |

## Risultati

### Serie A

#### Girone di andata
| Arbitro: | Lazzaroni (Milano) |

|                          |           |                           |
| Zigoni 45’, 87’ Moro 49’ | Marcatori | 13’ Grop 58’, 75’ Clerici |

| Arbitro: | Gussoni (Tradate) |

|                                      |           |  |
| Savoldi 10’ (rig.), 78’ La Palma 75’ | Marcatori |  |

| Arbitro: | Gonella (Torino) |

|             |           |  |
| Busatta 13’ | Marcatori |  |

| Roma 31 ottobre 1976 4ª giornata | Roma                 | 0 – 0 | Verona | Stadio Olimpico\| Arbitro: \| Gialluisi (Barletta) \| |
| Arbitro:                         | Gialluisi (Barletta) |       |        |                                                       |

| Arbitro: | Lattanzi (Roma) |

|           |           |                            |
| Luppi 71’ | Marcatori | 14’ Desolati 34’ Antognoni |

| Arbitro: | Serafino (Roma) |

|                        |           |           |
| Bettega 69’ Causio 87’ | Marcatori | 90’ Luppi |

| Arbitro: | Trinchieri (Reggio Emilia) |

|                         |           |  |
| Zigoni 50’ Guidolin 70’ | Marcatori |  |

| Arbitro: | Panzino (Catanzaro) |

|                              |           |             |
| Bresciani 2’, 4’, 82’ (rig.) | Marcatori | 86’ Busatta |

| Arbitro: | Ciulli (Roma) |

|  |           |           |
|  | Marcatori | 86’ Luppi |

| Verona 19 dicembre 1976 10ª giornata | Verona          | 0 – 0 | Catanzaro | Stadio Marcantonio Bentegodi\| Arbitro: \| Menegali (Roma) \| |
| Arbitro:                             | Menegali (Roma) |       |           |                                                               |

| Verona 2 gennaio 1977 11ª giornata | Verona            | 0 – 0 | Torino | Stadio Marcantonio Bentegodi\| Arbitro: \| Bergamo (Livorno) \| |
| Arbitro:                           | Bergamo (Livorno) |       |        |                                                                 |

| Milano 9 gennaio 1977 12ª giornata | Milan                      | 0 – 0 | Verona | Stadio San Siro\| Arbitro: \| Trinchieri (Reggio Emilia) \| |
| Arbitro:                           | Trinchieri (Reggio Emilia) |       |        |                                                             |

| Arbitro: | Prati (Parma) |

|           |           |            |
| Viola 71’ | Marcatori | 83’ Zigoni |

| Arbitro: | Serafino (Roma) |

|                            |           |                 |
| Luppi 20’, 78’ Fiaschi 86’ | Marcatori | 22’, 26’ Pruzzo |

| Arbitro: | Panzino (Catanzaro) |

|                                           |           |              |
| Bordon 45’, 54’ Domenghini 60’ Nicoli 90’ | Marcatori | 48’ Mascetti |

#### Girone di ritorno
| Bologna 13 febbraio 1977 16ª giornata | Bologna       | 0 – 0 | Verona | Stadio Comunale\| Arbitro: \| Ciulli (Roma) \| |
| Arbitro:                              | Ciulli (Roma) |       |        |                                                |

| Arbitro: | Bergamo (Livorno) |

|            |           |  |
| Zigoni 18’ | Marcatori |  |

| Milano 27 febbraio 1977 18ª giornata | Inter              | 0 – 0 | Verona | Stadio San Siro\| Arbitro: \| Reggiani (Bologna) \| |
| Arbitro:                             | Reggiani (Bologna) |       |        |                                                     |

| Arbitro: | Lo Bello (Siracusa) |

|               |           |           |
| Negrisolo 50’ | Marcatori | 12’ Prati |

| Arbitro: | Pieri (Genova) |

|                           |           |             |
| Casarsa 57’ Antognoni 66’ | Marcatori | 41’ Petrini |

| Verona 20 marzo 1977 21ª giornata | Verona             | 0 – 0 | Juventus | Stadio Marcantonio Bentegodi\| Arbitro: \| Michelotti (Parma) \| |
| Arbitro:                          | Michelotti (Parma) |       |          |                                                                  |

| Arbitro: | Schena (Foggia) |

|               |           |              |
| Cinquetti 60’ | Marcatori | 32’ Mascetti |

| Arbitro: | Bergamo (Livorno) |

|                       |           |                         |
| Luppi 33’ Fiaschi 49’ | Marcatori | 14’ Chiorri 41’ Tuttino |

| Arbitro: | Longhi (Roma) |

|                         |           |                     |
| Petrini 43’ Fiaschi 78’ | Marcatori | 69’ (rig.) De Ponti |

| Arbitro: | Reggiani (Bologna) |

|                         |           |            |
| Palanca 19’ Improta 70’ | Marcatori | 14’ Zigoni |

| Arbitro: | Panzino (Catanzaro) |

|            |           |  |
| Pulici 22’ | Marcatori |  |

| Verona 1º maggio 1977 27ª giornata | Verona          | 0 – 0 | Milan | Stadio Marcantonio Bentegodi\| Arbitro: \| Serafino (Roma) \| |
| Arbitro:                           | Serafino (Roma) |       |       |                                                               |

| Verona 8 maggio 1977 28ª giornata | Verona        | 0 – 0 | Lazio | Stadio Marcantonio Bentegodi\| Arbitro: \| Prati (Parma) \| |
| Arbitro:                          | Prati (Parma) |       |       |                                                             |

| Arbitro: | Menegali (Roma) |

|            |           |  |
| Ghetti 40’ | Marcatori |  |

| Arbitro: | Ciulli (Roma) |

|                       |           |            |
| Fiaschi 29’ Luppi 88’ | Marcatori | 27’ Nicoli |

### Coppa Italia

#### Secondo Girone
| Arbitro: | Trinchieri (Reggio Emilia) |

|  |           |                                  |
|  | Marcatori | 36’, 71’ (rig.) Pruzzo 76’ Rizzo |

| Arbitro: | Barboni (Firenze) |

|                          |           |  |
| Bettega 30’ Tardelli 76’ | Marcatori |  |

| Arbitro: | Mattei (Macerata) |

|              |           |  |
| Mascetti 49’ | Marcatori |  |

| Arbitro: | Mascia (Milano) |

|              |           |                     |
| Trevisan 41’ | Marcatori | 44’ Zigoni 65’ Moro |

| 19 settembre 1976 5ª giornata |  | – Riposo |  |  |